# 인포시스
인포시스(Infosys Technologies Limited, NYSE: INFY)는 1981년 7월 2일, 인도의 푸네에서 나라야나 무르티를 시작으로 하는 6명의 멤버, Nandan Nilekani, N. S. Raghavan, Kris Gopalakrishnan, S. D. Shibulal, K. Dinesh 그리고 Ashok Arora, 에 의해 설립되었다.
나라야나 무르티는 그의 아내인 수다 무르티로부터 10,000 루피 (인도의 화폐: 27만원)를 빌려서 회사를 시작했다. 회사의 공식 명칭은 "Infosys Consultants Pvt Ltd."로, 첫 번째 사원은 Raghavan씨였다. 첫 오피스는 푸네에 살고 있던 Raghavan씨의 자택이었다.
인포시스는 1993년에 상장되었으며, 2001년 인도에서 "비즈니스 투데이" 의 조사에서 베스트 고용주에 의해 추천되었다. 인도 기업으로서는 최초로 Global MAKE (가장 존경받는 지식 기업) 상을 2003년에 수상하였으며, 그때부터 매해 수상을 해오고 있다. 이런 이유로 Global MAKE의 명예의 전당에 가입되어 있기도 하다.
인포시스는 또한 Hewitt Associates의 조사에서 2000년, 2001년 그리고 2002년에 최고의 고용주로 평가를 받았다. 인포시스의 규모는 계속해서 확장되고 있는데, 지금도 한달에 1,000명 정도의 사원을 채용하고 있다. 2007년에는 1,300,000명이 지원을 해서 전체 지원자의 3 %만이 실제로 고용되었다. 인포시스는 현재 90 % 이상의 비지니스가 기존의 고객으로부터 반복적으로 의뢰가 되고 있으며, 100여 개의 고객이 Fortune 500에 포함되어 있는 굴지의 회사들이다.

## 역사
- 1981: 설립
- 1983: Karnataka의 수도인 "방갈로르"로 본사를 이전,
- 1987: 최초의 외국 클라이언트, 미국의 Data Basics Corporation, 와 계약
- 1992: 보스턴에서 처음으로 해외 오피스 개설
- 1993: 인도에서 상장 (130,000,000 루피의 IPO)
- 1996: 영국의 Milton Keynes에서 첫 유럽 오피스를 개설
- 1997: 캐나다의 토론토에 오피스 설립
- 1999: 인도 회사로서는 처음으로 나스닥에, 3월 11일 상장
- 1999: CMM (Capability Maturity Model) 레벨 5를 취득
- 2000: 프랑스와 홍콩에 오피스 오픈
- 2001: 아르헨티나와 아랍에미레트에 오피스 설립
- 2002: 네덜란드, 싱가폴, 그리고 스위스에 오피스 개설
- 2002: Business Week가 인포시스를 "인도의 가장 존경받는 회사"라 명명
- 2002: Progeon이라고 하는 BPO (비즈니스 프로세스 아웃소싱)를 위한 자회사를 설립
- 2003: 호주의 Expert Information Services Pty Limited 사의 지분을 100% 취득하여, 회사명을 Infosys Australia Pty Limited로 변경
- 2004: 미국의 컨설팅 자회사로 캘리포니아에 Infosys Consulting Inc.를 설립
- 2006: 나스닥의 Opening Bell을 울린 인도 최초의 회사
- 2006: 8월 20일에 Murthy는 회사직을 사임
- 2006: 씨티은행이 보유하고 있던 Progeon의 23%의 지분을 취득하여, Progeon을 100%의 자회사로 만들고, 회사명을 Infosys BPO Ltd.로 변경
- 2006: 12월에, 인도 회사로는 처음으로 Nasdaq-100 에 등록되었다
- 2007: 4월 13일에 Nandan Nilekani가 회장직을 사임하며, 6월에 Kris Gopalakrishnan가 회장 취임
- 2007: 7월 25일, 금융 및 회계 서비스 분야에서 수백만불에 해당하는 아웃소싱 계약을 Royal Philips Electronics와 체결
- 2007: 9월, 라틴 아메리카에 인포시스가 전액 소유한 자회사인, Infosys Technologies S. de R. L. de C. V.를 설립하고, 멕시코의 도시인 몬테레이에 라틴 아메리카의 소프트웨어 개발 센터를 구축
- 2008: 4억7백만파운드에 영국의 컨설팅 그룹인 Axon 구매에 합의 하지만, HCL 테크놀로지사가 4억4천백만파운드에 입찰을 해 매수에 실패했다.

1993년에 IPO로 상장해서 2007년까지 14년 동안, 인포시스의 주식 가격은 3천배에 가깝게 증가했다.